# Museo francescano
Il Museo francescano, sito al chilometro 65,050 del Grande Raccordo Anulare a Roma, conserva gli oggetti francescani con lo scopo di raccogliere e documentare la storia e l'arte francescana.

## Storia

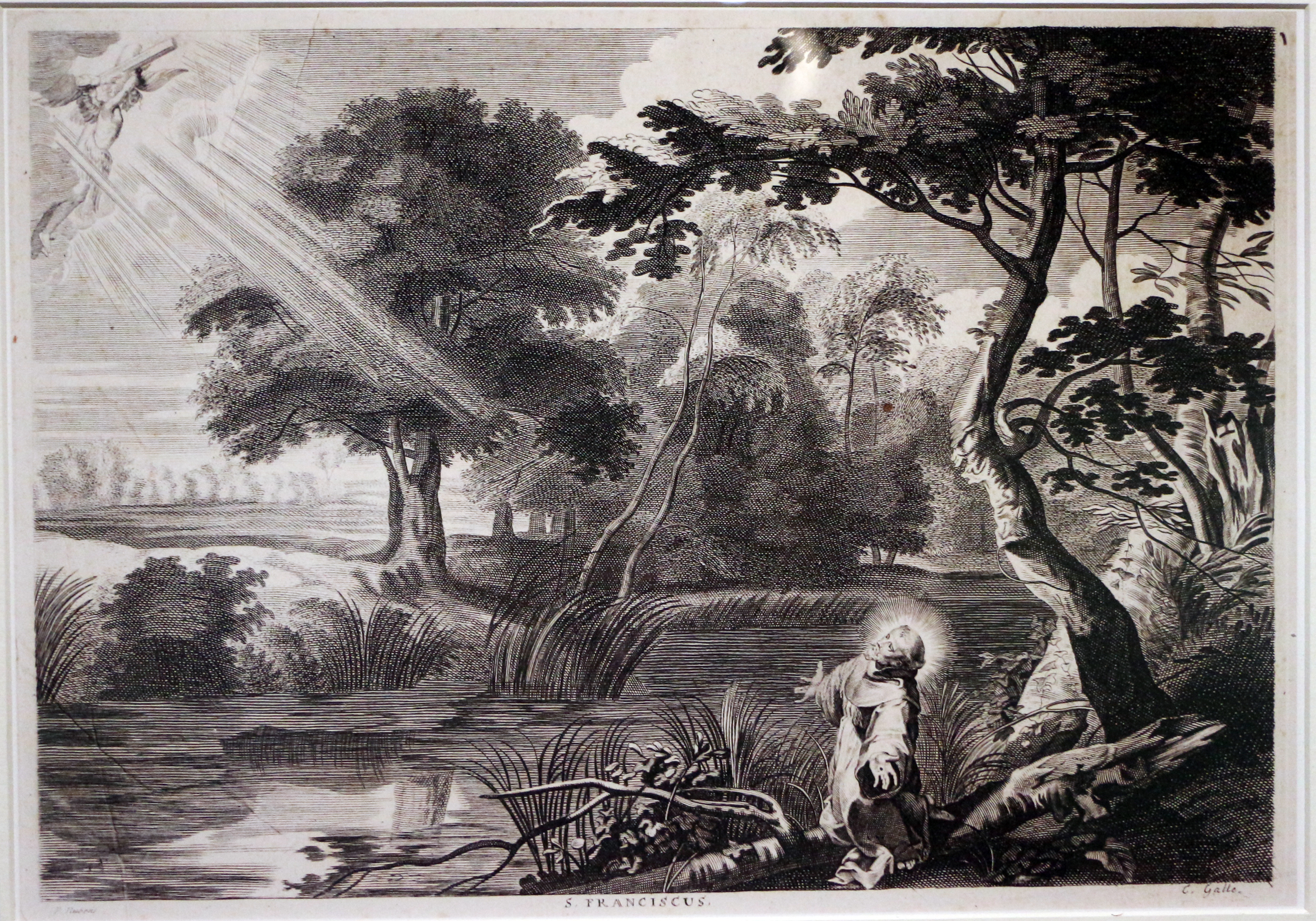
Una stampa da Rubens, al Museo francescano

Un primo museo francescano fu realizzato a Marsiglia nel 1885 da Louis-Antoine de Porrentruy. Nel 1905 alcuni pezzi furono venduti all'asta. Nel 1912 il museo fu rifondato a Roma presso via Boncompagni con alcuni pezzi dell'originale collezione di Porrentruy. Nel 1927 fu trasferito presso l'istituto storico ad Assisi così fu posto nel palazzo Sperelli e fu riaperto al pubblico il 29 novembre 1928.
Nel 1940 il museo cambiò di nuovo sede tornando a Roma, più precisamente a Via Sicilia 159, ma rimase chiuso fino al 1953 in quanto privo di direttore. Constava di 33 sale. Il museo, con decreto del 15 settembre del 1965 fu dichiarato museo non statale (museo minore, diocesano o religioso). Nel 1968 il collegio, l'istituto storico ed il museo francescano furono trasferiti al Raccordo Anulare. Le opere all'interno furono trasferite a tre riprese in quaranta sale. Successivamente il museo subì vari furti. Nel 2002 il museo è stato ristrutturato e riaperto nel 2004.

## Descrizione
Attualmente il museo contiene 500 dipinti, 230 sculture e statue, più di 600 ceramiche e porcellane, 1993 medaglie e monete, 2207 disegni, 40000 stampe.
Il museo è suddiviso in:
- Atrio e vestibolo, siti al piano superiore;
- Gabinetto dei disegni e delle stampe, sito nel corridoio d'ingresso. esso ospita 2207 disegni. Il Gabinetto è accessibile solo agli studiosi, tuttavia alcuni pezzi degni di menzione sono posti alla sala 5 del piano inferiore, inoltre una galleria fotografica mostra al visitatore ciò che è conservato nel Gabinetto;
- Galleria inferiore, a sua volta suddivisa in corridoio, grande atrio interno e 4 sale;
- Galleria superiore, a sua volta suddivisa in grande atrio, 7 sale e salette dei disegni.

## Collegamenti
|  | È raggiungibile dalla stazione di Muratella. |